# Irxleben
Irxleben is een plaats en voormalige gemeente in de Duitse deelstaat Saksen-Anhalt, en maakt deel uit van de Landkreis Börde.
Irxleben telt 2.424 inwoners.